# ناشيونال سيتي (كاليفورنيا)
ناشيونال سيتي (بالإنجليزية: National City)‏ هي إحدى مدن مقاطعة سان ديغو، كاليفورنيا. حصلت على لقب مدينة في 17 سبتمبر، 1887.

## توأمة
لناشيونال سيتي (كاليفورنيا) اتفاقيات توأمة مع كل من:
- اولونجابو
- تيكاتي

## أعلام
- ليليان جانيت رايس
- جيم دكورث
- رافائيل إم. روبنسون
- راشيل فلاورز
- خوان فارغاس
- ستانلي ميلر
- أودري باترسون